# 올리브 캐리

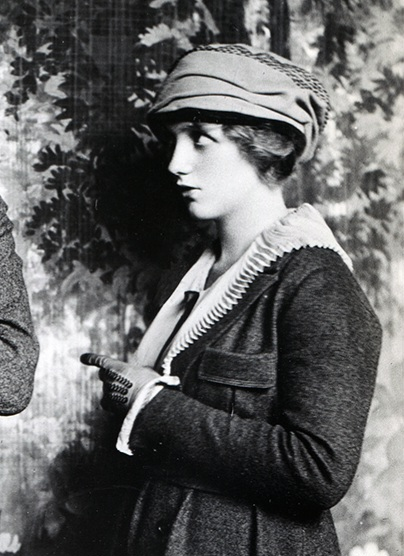

올리브 캐리(Olive Carey, 1896년 1월 31일 ~ 1988년 3월 13일)는 미국의 텔레비전 배우, 영화배우이다.
뉴욕에서 태어났다.

## 영화
- 빌리 더 키드 버서스 드라큐라 (1966년)
- 투 로드 투게더 (1961년)
- 알라모 (1960년)
- 화살의 질주 (1957년)
- 독수리의 날개 (1957년)
- OK 목장의 결투 (1957년) - 미시즈 클랜턴 역
- 수색자 (1956년)
- 사악한 경찰 (1954년)
- 어둠 속에서 (1952년)
- 몽키 비지니스 (1952년)
- 트레이더 혼 (1931년)